# Ицуки-Нада
Ицуки-Нада (яп. 斎灘 ицуки-нада) — плёс (море) в центральной части Внутреннего Японского моря, юго-восточная часть плёса Аки-Нада.
На востоке плёс омывает полуостров Таканава в префектуре Эхиме (Сикоку), на севере — острова Гэйё (яп. 芸予諸島) (Симо-Камагари, Ками-Камагари, Осаки-Симо и другие), на юге — острова Боё (яп. 防予諸島).
В центральной части моря расположены острова Ицуки, Аи и Коаи.
Глубина плёса составляет 30-60 м, дно плоское.